# جون إم. نويل
جون إم. نويل (بالإنجليزية: John M. Noel)‏ هو شخصية أعمال أمريكي، ولد في 26 فبراير 1948.